# Саґен Маддалена
Саґен Маддалена (англ. Sagen Maddalena; 16 серпня 1993, Вудленд, Каліфорнія) — американська стрільчиня, срібна призерка Олімпійських ігор 2024 року.

## Виступи на Олімпіадах
| Олімпіада  | Дисципліна                              | Місце |
| ---------- | --------------------------------------- | ----- |
| Токіо 2020 | гвинтівка з трьох положень, 50 метрів   | 5     |
| Париж 2024 | пневматична гвинтівка, 10 метрів        | 4     |
| Париж 2024 | пневматична гвинтівка, 10 метрів, мікст | 18    |
| Париж 2024 | гвинтівка з трьох положень, 50 метрів   | 2     |